# Danau Kerinci (sjö i Indonesien)
Danau Kerinci (engelska: Lake Kerinci) är en sjö i Indonesien.   Den ligger i provinsen Jambi, i den västra delen av landet, 700 km nordväst om huvudstaden Jakarta. Danau Kerinci ligger 784 meter över havet. Arean är 46 kvadratkilometer. I omgivningarna runt Danau Kerinci växer i huvudsak städsegrön lövskog. Den sträcker sig 6,9 kilometer i nord-sydlig riktning, och 9,5 kilometer i öst-västlig riktning.